# Shrek (szereplő)
Shrek a Shrek, Shrek 2, Harmadik Shrek, Shrek a vége, fuss el véle és a Shrekből az angyal című, a tündérmeséket parodizáló animációs filmek főszereplője, egy nagy, zöld, rémisztő emberevő ogre, aki hősként cselekszik. Szereti a békét és a magányt, az életet a mocsárban. A háttere rejtély, de ezeknek a jellemvonásoknak ellenére Shrek sosem volt ellenséges emberevő óriás. Szerelme Fiona hercegnő, akit megmentett a sárkány fogságából az első részben. Shrek eredeti hangját Mike Myers, míg magyar hangját Gesztesi Károly adja.

## Magyar vonatkozás
Az ogre szó - az egyik forrás szerint - eredetileg a francia hongrois szóból származik, ami azt jelenti: magyar.

## A Shrek jelentése
A Shrek név a német eredetű schreck szóból ered ami rémet vagy szörnyet jelent.